# Орлова, Алина
Али́на Орло́ва (лит. Alina Orlova; настоящая фамилия Орловская, лит. Orlovskaja; род. 28 июня 1988, пос. Снечкус, Литовская ССР, ныне Висагинас, Литва) — литовская певица и автор песен. Поёт на литовском, русском и английском языках.

## Биография
Отец — литовский поляк, мать — русская, родилась в Воронеже. Когда родители были маленькими, их семьи переехали в Казахстан. Там они жили в одном доме по соседству, подружились и потом уехали в Литву, где её отец работал на Игналинской АЭС в городе Висагинас.
Окончила в преимущественно русскоязычном Висагинасе единственную литовскую школу.
В 2008 году состоялся релиз дебютного альбома «Laukinis šuo dingo» (с лит. — «Уличная собака пропала»). Название пластинки позаимствовано у одноименного произведения Рувима Фраермана, однако в названии присутствует игра слов: точный его перевод с литовского — «Дикая собака пропала» (тогда как название книги Фраермана правильнее было бы писать по-литовски как Laukinis šuo dingas). Жанр песен Орловой британский музыкальный критик определяет как «бодряще мрачный балтийский фолк-поп», а российский — как фолк.
Концерт-презентация альбома «Дикая собака динго» состоялся в январе 2008 года в костеле Св. Катрины. Концерт транслировался одним из центральных каналов Литвы.
Её песня «Спи» прозвучала в фильме «Тёмный мир». Звучит песня в исполнении Алины Орловой и в фильме «Он - дракон».

Любой московский музыкальный журналист постоянно слышит об Алине Орловой, это можно понять: её продвижением здесь занимаются люди из журналистской среды, и вот уж их-то ни за что не упрекнёшь в том, что они заняты не своим делом. Певица, которая поначалу воспринималась как некрупная фигура в хвосте колонны англоязычных девушек за роялем, в итоге доказала свою самобытность, обросла ангажементами, пронеслась по фестивалям и стала желанной гостьей, жаль, нечастой.— Барабанов Б. Постсоветский диалект // Weekend — 3 сен 2010

## Дискография

### Студийные альбомы
- 2005 — Belekokie
- 2008 — Laukinis šuo dingo
- 2010 — Mutabor[5]
- 2015 — 88[6]
- 2018 — Daybreak
- 2022 — Laumžirgiai
- 2025 — Nakties Atvirukai

### Концертные альбомы
- 2013 — LRT Opus Live